# Samlout
Samlout es uno de los trece distritos que forman la provincia camboyana de Battambang, con una población estimada en marzo de 2008 de 39 701 habitantes. Está dividido en las siguientes  comunas (khum), que se muestran asimismo con población estimada de 2008:
- Kampong Lpov 4,853
- Mean Chey 5,176
- Ou Samrel 5,634
- Samlout 7,020
- Sung 5,496
- Ta Sanh 8,754
- Ta Taok 2,768[1]